# Andria (Térence)
Pour les articles homonymes, voir Andria (homonymie).
Andria (en français La Fiancée d'Andros ou L'Andrienne) est une comédie de Térence, adaptée de Ménandre, jouée pour la première fois lors jeux Mégalésiens en 166 av. J.-C.. 

## Genèse
Créée à Rome en 166 av. J.-C., Andria est la toute première pièce de Térence qui l'écrit à l'âge de 19 ans. 
La pièce est issue d'une adaptation « par traduction » de deux œuvres de Ménandre : Andriam et Perinthiam, bien que Térence ait pris soin de souligner dans son prologue qu'il va bien au-delà de la simple traduction.

## Personnages
- Simon, noble athénien, vieillard et père de Pamphile
- Sosie, affranchi de Simon
- Pamphile, jeune homme et fils de Simo, fiancé publiquement à Philomène, mais amant de Glycère
- Dave, esclave de Pamphile
- Chrémès, noble athénien, vieillard et père de Philomène
- Charinus, jeune homme, ami de Pamphile et amant de Philomène
- Byrria, esclave de Charinus
- Mysis, servante de Glycère
- Lesbie, esclave de Glycère
- Dromon, esclave de Simon
- Criton, vieillard, noble étranger d'Andros
- Le chanteur

## Argument
Dans l'Andria est racontée l'histoire du vieux Simon lequel s'est entendu avec son voisin Chrémès afin que leurs enfants Pamphile et Philomène se marient. Mais Pamphile entretient une relation secrète avec Glycère, une jeune fille originaire de la cité d'Andros (elle est l'Andrienne du titre), qui attend un fils de lui et que tous croient être la sœur de Criside. 
Simon découvre la relation de son fils aux funérailles de Criside. Profondement irrité par cette « rébellion », il annonce à son fils l'imminence du mariage avec Philomène, bien que Chrémès ait annulé l'accord. Néanmoins, le jeune homme, déterminé à ne pas trahir Glycère, fait semblant d'accepter les noces.
L'affaire se complique quand Chrémès change d'avis et donne son consentement.
L'équivoque est éclaircie à l'arrivée du vieux Criton, ami de la défunte Criside, qui reconnaît en Glycère la fille que Chrémès croyait morte dans un naufrage d'une embarcation vers l'île d'Andros. 
La comédie se termine avec de doubles noces : Pamphile épouse Glycère, alors que Charinus, le bel ami de Pamphile, épouse Philomène.

## Éditions
- Jean Marouzeau, Comédie, tome 1. Andrienne : Eunuque, Paris, Les Belles Lettres, 2003 (ISBN 978-2-251-01275-9) ;
- (en) John Barsby, Terence. The Woman of Andros. The Self-Tormentor. The Eunuch, Harvard University press, coll. « Loeb Classical Library », 2001 (ISBN 978-0-674-99597-0).